# Comuna Șiștarovăț, Arad
Șiștarovăț (în maghiară: Sistaróc, în germană: Schischtarowetz) este o comună în județul Arad, Banat, România, formată din satele Cuveșdia, Labașinț, Șiștarovăț (reședința) și Varnița.

## Demografie
Componența etnică a comunei Șiștarovăț
     Români (86,76%)
     Alte etnii (1,47%)
     Necunoscută (11,76%)
Componența confesională a comunei Șiștarovăț
     Ortodocși (81,76%)
     Penticostali (2,94%)
     Alte religii (3,53%)
     Necunoscută (11,76%)
Conform recensământului efectuat în 2021, populația comunei Șiștarovăț se ridică la 340 de locuitori, în scădere față de recensământul anterior din 2011, când fuseseră înregistrați 358 de locuitori. Majoritatea locuitorilor sunt români (86,76%), iar pentru 11,76% nu se cunoaște apartenența etnică. Din punct de vedere confesional, majoritatea locuitorilor sunt ortodocși (81,76%), cu o minoritate de penticostali (2,94%), iar pentru 11,76% nu se cunoaște apartenența confesională.

## Politică și administrație
Comuna Șiștarovăț este administrată de un primar și un consiliu local compus din 9 consilieri. Primarul, Alexandru-Marius Damian[*], de la Partidul Social Democrat, este în funcție din 1 noiembrie 2024. Începând cu alegerile locale din 2024, consiliul local are următoarea componență pe partide politice:
|  | Partid                          | Consilieri | Componența Consiliului | Componența Consiliului | Componența Consiliului | Componența Consiliului |
|  | ------------------------------- | ---------- | ---------------------- | ---------------------- | ---------------------- | ---------------------- |
|  | Partidul Național Liberal       | 4          |                        |                        |                        |                        |
|  | Partidul Social Democrat        | 3          |                        |                        |                        |                        |
|  | Alianța pentru Unirea Românilor | 2          |                        |                        |                        |                        |

## Atracții turistice
- Biserica ortodoxă din satul Cuveșdia
- Biserica ortodoxă din satul Labașinț
- Tabăra școlară din satul Șiștarovăț
- Valea Mureșului

## Personalități născute aici
- Sever Bocu (1874 - 1951), politician, economist, ziarist, redactor la ziarul „Tribuna” din Arad, unul dintre fruntașii Partidului Național Român, ulterior Partidul Național Țărănesc, deputat reprezentant al Banatului, apoi ministru în guvernul lui Iuliu Maniu;
- Ioan Suciu (1862 - 1939), avocat, om politic, militant de seamă al mișcării de eliberare națională a românilor din Transilvania și unul dintre organizatorii Marii Adunări Naționale de la Alba Iulia de la 1 decembrie 1918.